# Basil Hoffmann
Basil Hoffmann (ur. 13 kwietnia 1976) – szwajcarski szpadzista, srebrny medalista mistrzostw świata.
Podczas mistrzostw świata w Nîmes w 2001 roku wywalczył srebrny medal turnieju indywidualnym. W finale przegrał z Włochem Paolo Milanolim. W zawodach drużynowych Szwajcarzy zajęli tam dziewiąte miejsce.
Był też między innymi czwarty w zawodach drużynowych na mistrzostwach Europy w Bourges w 2003 roku
Nigdy nie wziął udziału w igrzyskach olimpijskich.